# Reputation Stadium Tour
Tournées par Taylor Swift
The 1989 World Tour
(2015) The Eras Tour
(2023–2024)
Le Reputation Stadium Tour est la cinquième tournée mondiale de la chanteuse américaine Taylor Swift, promouvant son sixième album studio, Reputation. La tournée est lancée le 8 mai 2018 à Glendale (Arizona), aux États-Unis, et se termine à Tokyo, au Japon, le 21 novembre de la même année, avec un total de 53 concerts.  

## Premières parties
Le 1er mars 2018, Taylor Swift annonce que les premières parties de la tournée seront assurées par les chanteuses Camila Cabello et Charli XCX, venues toutes deux chanter en tant qu'invitées spéciales lors de la précédente tournée de Swift, The 1989 World Tour.  

## Setlist
1. ...Ready for It?
2. I Did Something Bad
3. Gorgeous
4. Style/Love Story/You Belong with Me
5. Look What You Made Me Do
6. End Game
7. King of My Heart
8. Delicate
9. Shake It Off (ft. Camila Cabello et Charli XCX)
10. Dancing with Our Hands Tied
11. All Too Well
12. Blank Space
13. Dress
14. Bad Blood/Should've Said No
15. Don't Blame Me
16. Long Live/New Year's Day
17. Getaway Car
18. Call It What You Want
19. We Are Never Ever Getting Back Together/This Is Why We Can't Have Nice Things

## Dates et lieux des concerts
| Date                       | Ville               | Pays             | Lieu                       | Premières parties         | Affluence             | Revenu brut  |
| -------------------------- | ------------------- | ---------------- | -------------------------- | ------------------------- | --------------------- | ------------ |
| Étape 1 - Amérique du Nord |                     |                  |                            |                           |                       |              |
| 8 mai 2018                 | Glendale            | États-Unis       | State Farm Stadium         | Charli XCX Camila Cabello |                       |              |
| 11 mai 2018                | Santa Clara         | États-Unis       | Levi's Stadium             | Charli XCX Camila Cabello |                       |              |
| 12 mai 2018                | Santa Clara         | États-Unis       | Levi's Stadium             | Charli XCX Camila Cabello |                       |              |
| 18 mai 2018                | Pasadena            | États-Unis       | Rose Bowl                  | Charli XCX Camila Cabello |                       |              |
| 19 mai 2018                | Pasadena            | États-Unis       | Rose Bowl                  | Charli XCX Camila Cabello |                       |              |
| 22 mai 2018                | Seattle             | États-Unis       | CenturyLink Field          | Charli XCX Camila Cabello |                       |              |
| 25 mai 2018                | Denver              | États-Unis       | Empower Field at Mile High | Charli XCX Camila Cabello |                       |              |
| 1er juin 2018              | Chicago             | États-Unis       | Soldier Field              | Charli XCX Camila Cabello |                       |              |
| 2 juin 2018                | Chicago             | États-Unis       | Soldier Field              | Charli XCX Camila Cabello |                       |              |
| TOTAL                      | TOTAL               | TOTAL            | TOTAL                      | TOTAL                     | 503,160 / 503,160     | $68,648,703  |
| Étape 2 - Europe           |                     |                  |                            |                           |                       |              |
| 8 juin 2018                | Manchester          | Royaume-Uni      | City of Manchester Stadium | Charli XCX Camila Cabello |                       |              |
| 9 juin 2018                | Manchester          | Royaume-Uni      | City of Manchester Stadium | Charli XCX Camila Cabello |                       |              |
| 15 juin 2018               | Dublin              | Irlande          | Croke Park                 | Charli XCX Camila Cabello |                       |              |
| 16 juin 2018               | Dublin              | Irlande          | Croke Park                 | Charli XCX Camila Cabello |                       |              |
| 22 juin 2018               | Londres             | Royaume-Uni      | Stade de Wembley           | Charli XCX Camila Cabello |                       |              |
| 23 juin 2018               | Londres             | Royaume-Uni      | Stade de Wembley           | Charli XCX Camila Cabello |                       |              |
| TOTAL                      | TOTAL               | TOTAL            | TOTAL                      | TOTAL                     | 353,719 / 353,719     | $26,952,426  |
| Étape 3 - Amérique du Nord |                     |                  |                            |                           |                       |              |
| 30 juin 2018               | Louisville          | États-Unis       | Cardinal Stadium           | Charli XCX Camila Cabello |                       |              |
| 7 juillet 2018             | Columbus            | États-Unis       | Ohio Stadium               | Charli XCX Camila Cabello |                       |              |
| 10 juillet 2018            | Landover            | États-Unis       | FedEx Field                | Charli XCX Camila Cabello |                       |              |
| 11 juillet 2018            | Landover            | États-Unis       | FedEx Field                | Charli XCX Camila Cabello |                       |              |
| 13 juillet 2018            | Philadelphie        | États-Unis       | Lincoln Financial Field    | Charli XCX Camila Cabello |                       |              |
| 14 juillet 2018            | Philadelphie        | États-Unis       | Lincoln Financial Field    | Charli XCX Camila Cabello |                       |              |
| 17 juillet 2018            | Cleveland           | États-Unis       | FirstEnergy Stadium        | Charli XCX Camila Cabello |                       |              |
| 20 juillet 2018            | East Rutherford     | États-Unis       | MetLife Stadium            | Charli XCX Camila Cabello |                       |              |
| 21 juillet 2018            | East Rutherford     | États-Unis       | MetLife Stadium            | Charli XCX Camila Cabello |                       |              |
| 22 juillet 2018            | East Rutherford     | États-Unis       | MetLife Stadium            | Charli XCX Camila Cabello |                       |              |
| 26 juillet 2018            | Foxborough          | États-Unis       | Gillette Stadium           | Charli XCX Camila Cabello |                       |              |
| 27 juillet 2018            | Foxborough          | États-Unis       | Gillette Stadium           | Charli XCX Camila Cabello |                       |              |
| 28 juillet 2018            | Foxborough          | États-Unis       | Gillette Stadium           | Charli XCX Camila Cabello |                       |              |
| 3 août 2018                | Toronto             | Canada           | Centre Rogers              | Charli XCX Camila Cabello |                       |              |
| 4 août 2018                | Toronto             | Canada           | Centre Rogers              | Charli XCX Camila Cabello |                       |              |
| 7 août 2018                | Pittsburgh          | États-Unis       | Heinz Field                | Charli XCX Camila Cabello |                       |              |
| 10 août 2018               | Atlanta             | États-Unis       | Mercedes-Benz Stadium      | Charli XCX Camila Cabello |                       |              |
| 11 août 2018               | Atlanta             | États-Unis       | Mercedes-Benz Stadium      | Charli XCX Camila Cabello |                       |              |
| 14 août 2018               | Tampa               | États-Unis       | Raymond James Stadium      | Charli XCX Camila Cabello |                       |              |
| 18 août 2018               | Miami               | États-Unis       | Hard Rock Stadium          | Charli XCX Camila Cabello |                       |              |
| 25 août 2018               | Nashville           | États-Unis       | Nissan Stadium             | Charli XCX Camila Cabello |                       |              |
| 28 août 2018               | Détroit             | États-Unis       | Ford Field                 | Charli XCX Camila Cabello |                       |              |
| 31 août 2018               | Minneapolis         | États-Unis       | U.S. Bank Stadium          | Charli XCX Camila Cabello |                       |              |
| 1er septembre 2018         | Minneapolis         | États-Unis       | U.S. Bank Stadium          | Charli XCX Camila Cabello |                       |              |
| 8 septembre 2018           | Kansas City         | États-Unis       | Arrowhead Stadium          | Charli XCX Camila Cabello |                       |              |
| 15 septembre 2018          | Indianapolis        | États-Unis       | Lucas Oil Stadium          | Charli XCX Camila Cabello |                       |              |
| 18 septembre 2018          | Saint-Louis         | États-Unis       | Edward Jones Dome          | Charli XCX Camila Cabello |                       |              |
| 22 septembre 2018          | La Nouvelle-Orléans | États-Unis       | Superdome                  | Charli XCX Camila Cabello |                       |              |
| 29 septembre 2018          | Houston             | États-Unis       | NRG Stadium                | Charli XCX Camila Cabello |                       |              |
| 5 octobre 2018             | Arlington           | États-Unis       | AT&T Stadium               | Charli XCX Camila Cabello |                       |              |
| 6 octobre 2018             | Arlington           | États-Unis       | AT&T Stadium               | Charli XCX Camila Cabello |                       |              |
| TOTAL                      | TOTAL               | TOTAL            | TOTAL                      | TOTAL                     | 1,665,555 / 1,665,555 | $208,662,658 |
| Étape 4 - Océanie          |                     |                  |                            |                           |                       |              |
| 19 octobre 2018            | Perth               | Australie        | Optus Stadium              | Charli XCX Broods         |                       |              |
| 26 octobre 2018            | Melbourne           | Australie        | Etihad Stadium             | Charli XCX Broods         |                       |              |
| 2 novembre 2018            | Sydney              | Australie        | Stadium Australia          | Charli XCX Broods         |                       |              |
| 6 novembre 2018            | Brisbane            | Australie        | Brisbane Cricket Ground    | Charli XCX Broods         |                       |              |
| 9 novembre 2018            | Auckland            | Nouvelle-Zélande | Mount Smart Stadium        | Charli XCX Broods         |                       |              |
| TOTAL                      | TOTAL               | TOTAL            | TOTAL                      | TOTAL                     | 266,379 / 266,379     | $26,551,512  |
| Étape 5 - Asie             |                     |                  |                            |                           |                       |              |
| 20 novembre 2018           | Tokyo               | Japon            | Tokyo Dome                 | Charli XCX                | 100,109 / 100,109     | $14,859,847  |
| 21 novembre 2018           | Tokyo               | Japon            | Tokyo Dome                 | Charli XCX                | 100,109 / 100,109     | $14,859,847  |
| TOTAL                      | TOTAL               | TOTAL            | TOTAL                      | TOTAL                     | 100,109 / 100,109     | $14,859,847  |
| CUMULATIF TOTAL            | CUMULATIF TOTAL     | CUMULATIF TOTAL  | CUMULATIF TOTAL            | CUMULATIF TOTAL           | 2,888,922 / 2,888,922 | $345,675,146 |